# Bozovics

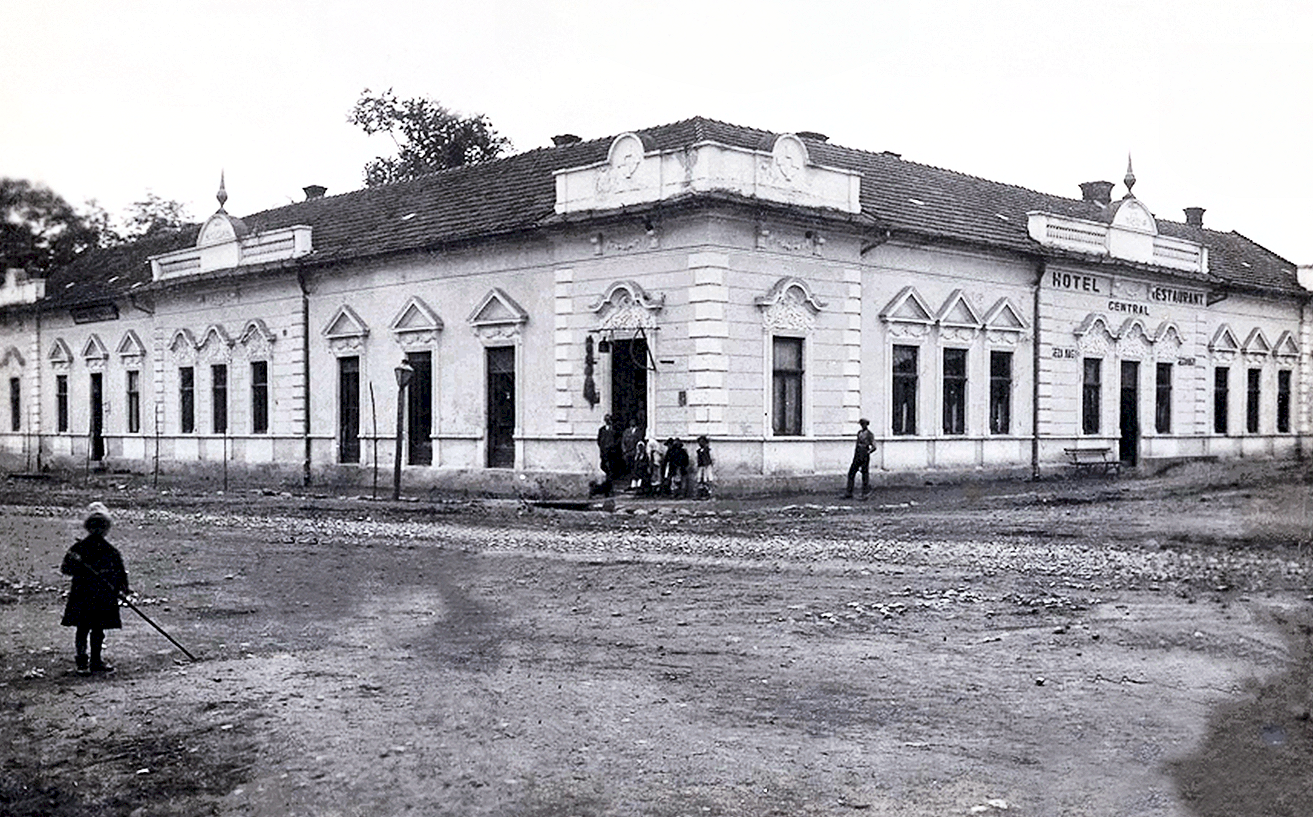
Szálloda a főtéren, 1900 körül

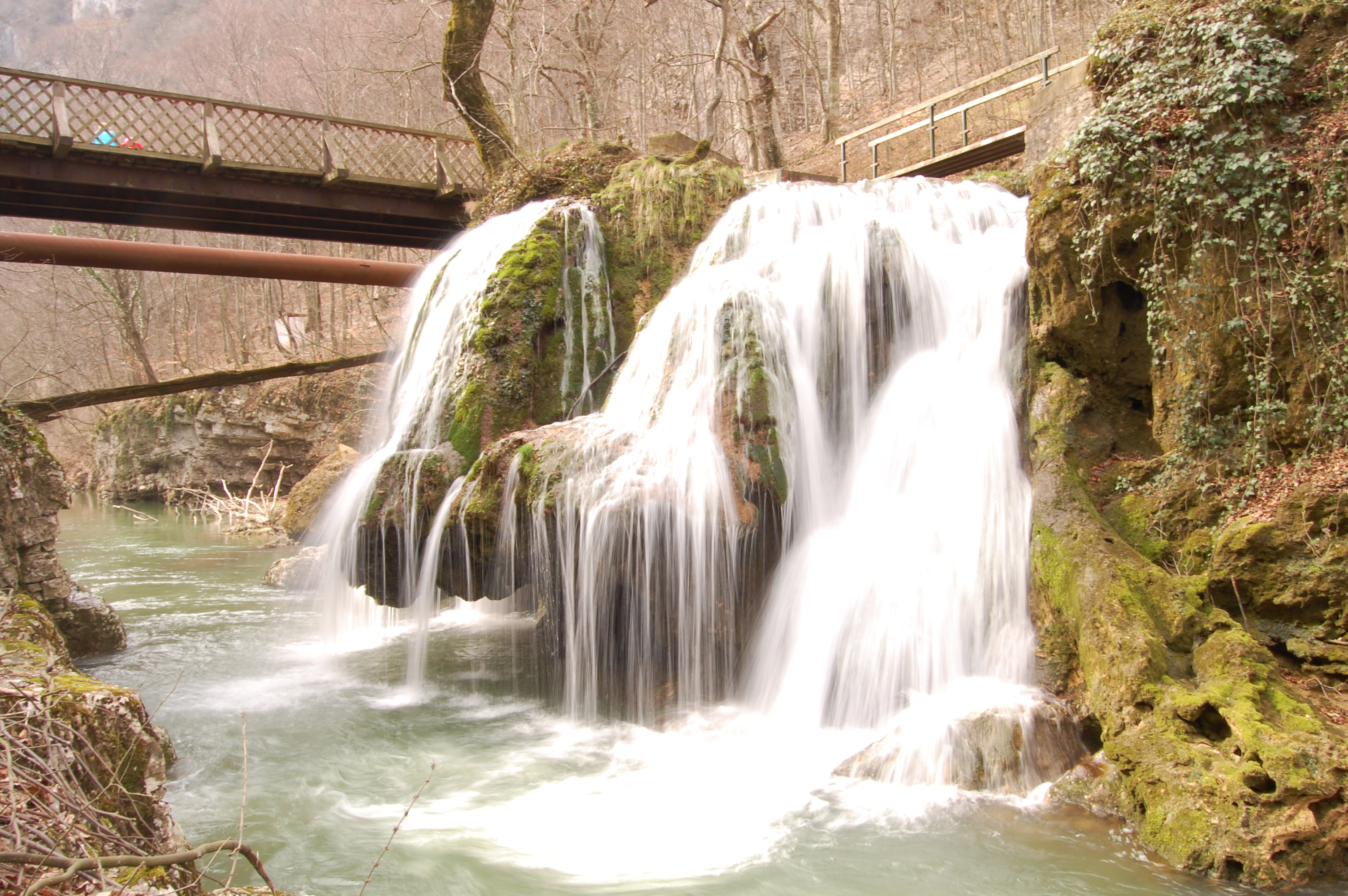
A Bigéri-vízesés

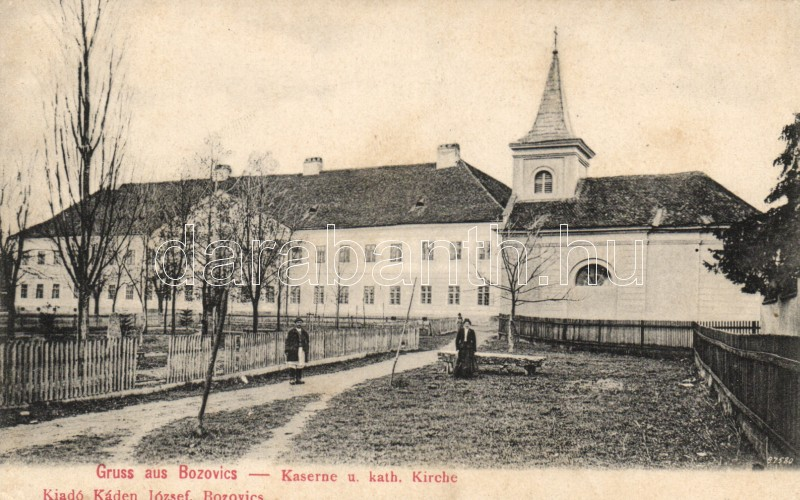
A római katolikus templom és a kaszárnya 1910 körül

Bozovics (románul: Bozovici, németül: Bosowitsch, csehül: Božoviče) falu Romániában, a Bánságban, Krassó-Szörény megyében.

## Földrajz

### Fekvése, domborzat
Stájerlakaninától 31 km-re délkeletre, az Almás-hegység és az Aninai-hegység határolta medencében fekszik, a Nérába folyó Miniș-patak partján. Ötven–százötven méteres, meredek dombok veszik körbe.

### Éghajlat
A faluban 1975 óta állandó meteorológiai megfigyelőállomás működik. Az átlaghőmérséklet 9–10 °C, a csapadék átlagos évi mennyisége 700 mm. A júliusi nappali átlaghőmérséklet 27 °C, a januári -4 °C. Az évi napsütéses órák száma 1700–1800. Az uralkodó szélirány északnyugati és nyugati.

## Nevének eredete
Neve Kiss Lajos szerint egy 'bodzás hely' jelentésű délszláv *Bъzovis szóból, Iorgu Iordan szerint az (egyébként szláv eredetű) magyar bodza szóból, Vasile Frățilă szerint egy délszláv Boz személynév képzett alakjából való. Első említése: Bohowyth (1484). Később Bozowyth (1551), Buzovvitt (1603), Bosovics és Bosevics (1774).

## Népesség

### A népességszám változása
| 1791 | 1301                              | ?    | ?   |
| 1827 | 2114 + 30 cseh család és cigányok | ?    | ?   |
| 1881 | 3599                              | 3220 | 196 |
| 1900 | 3974                              | 3557 | 265 |
| 1930 | 3644                              | 3290 | 195 |
| 1966 | 3194                              | 3069 | 57  |
| 1976 | 2960                              | 2759 | 27  |
| 1992 | 2668                              | 2466 | 34  |
| 2002 | 2408                              | 2268 | 13  |
| 2011 | 2183                              | 1870 | 6   |

### Etnikai és vallási megoszlás
- 1774-ben 250 ortodox és 96 római katolikus család lakta. Az ezt megelőző évben még csupán 232 házat írtak benne össze, a különbséget az akkor Olténiából betelepített román családok teszik ki.
- 1842-ben 2170 ortodox és 63 római katolikus vallású lakosa volt.[4]
- 1900-ban 3974 lakosából 3557 volt román, 265 német, 69 magyar, 66 pedig cseh és cigány anyanyelvű; 3598 ortodox, 318 római katolikus és 24 zsidó vallású. 35%-uk tudott írni-olvasni, a nem magyar anyanyelvűek 6%-a beszélt magyarul.
- 2002-ben 2408 lakosából 2268 román, 65 cigány és 48 cseh nemzetiségű; 2184 ortodox, 104 baptista és 67 római katolikus vallású. Ponyászkatelepen 78, Ménesvölgyben 6 fő élt.

## Története
A 17. században kisnemesi családok (Lázár, Fodor, Peika, Vajda, Bazarab) tulajdona volt. A 18. század első felében idetelepítették Zsidovin korábbi lakosságát, amely az erdőkben bujkált, továbbá még harminc más családot. 1718-ban 82, 1736-ban 83 házból állt, utóbbi évben az osztrák katonaság utat épített Oravicáig. Az 1737–39-es osztrák–török háború után a Habsburg-ellenes lakosság és a hegyekbe húzódott haramiák féken tartására megszervezték a plájások rendfenntartó intézményét, és Bozovicsot az egyik század központjává tették. A plájások számára építették 1745–50-ben a kétszintes kaszárnyát, amelyet később a határőrség használt. 1773-ban megkezdték a Katonai határőrvidék szervezését. Ugyanekkor olténiai románok települtek be. Egy 1774-ben lefolytatott állatösszeírás képet ad a falu gazdasági életéről: akkor 2940 juhot és kecskét, 817 szarvasmarhát és 202 lovat tartottak Bozovicson. Az állatokat a nyári időszakban, a Bánát hegyi részére jellemzően, minden család a hegyi szállásán (kalyibájában) tartotta, amelyeket gyümölcsfákkal tarkított kaszálók vettek körül. Szénakaszálás idejére az egész család felköltözött, az év többi részét az öregemberek és néha a gyermekek töltötték itt. A környező hegyek nagy részén a lakosok ekkorra már – az idelátogató későbbi II. József feljegyzése szerint – kiirtották az erdőt és juhlegelővé alakították át őket. Az ötszáz méter magasságban fekvő növendék juhar-, kőris-, hárs- és tölgyfákat két-hároméves korukban kivágták, hogy levélzetüket téli takarmányként hasznosítsák. A hiányzó szántóföldi terményeket Turnu Severinből és Fehértemplom vidékéről szerezték be. (Ettől függetlenül 1874-ben 27 vízimalom működött a faluban, bár egy részük nem lisztet őrölt.) 1775-től az Oláh-bánsági határőrezred 2. századának székhelye, 1777-ben és 1778-ban rövid ideig a határőrezred székhelye volt. Minden határőrcsalád 24 hold földet kapott, és garantálták az ortodox hit gyakorlásának szabadságát. A húsz és ötven év közötti férfiak évi 182 napot voltak kötelesek szolgálni határőrként. Békeidőben őrjáratokat folytattak a Szemenik-hegységben és az Almás-medencében, a Gura Golâmbului posztról figyelték a környéket, feladatuk volt a rablók elleni fellépés, valamint utakat építettek. Részt vettek az 1788–91-es osztrák–török háborúban (a Juszuf pasa hadai elleni harcokban és a Veterani-barlang védelmében) és a napóleoni háborúkban (Arcole, Rivoli, Marengo, Ulm, Austerlitz és Lipcse). Mária Terézia uralkodása idején alapították római katolikus egyházát. 1765-ben román nyelvű normaiskolát, 1777-ben német nyelvű triviális iskolát létesítettek, utóbbi a Katonai határőrvidék föloszlatásáig működött.
A 19. század elején aranymosással foglalkozó cigányok költöztek a falu szélére Olténiából. 1842-ben 164-en voltak. 1873 után napszámosként, szolgaként dolgoztak, vagy famunkát vállaltak az aninai StEG-üzemekben. Ugyancsak a 19. század elején telepedtek meg a faluban cseh katolikusok. 1817-ben I. Ferenc több napig itt tartózkodott feleségével. Római katolikus egyháza 1820-ban lett önálló plébánia. A boronából vagy agyagtéglából épített lakóházakat 1836-tól fokozatosan kő- és téglaépületek váltották fel, melyekhez a követ a 19. században a falu saját kőbányájában termelték ki. 1851-ben tégla- és cserépgyárat alapított a faluban a Bécsből hazatért Ioan Smeu, amely 1914-ig, majd az első világháború után még 1924-ig működött, de akkor a lugosi és a zsombolyai téglagyárak konkurenciája miatt csődbe ment. A 20. század elején mintegy háromszáz alkalmazottja volt. 1837-ben postaállomást szerveztek benne. A hatóságok 1838-ban átszervezték a határőrséget, a Bozovicsi század területéből kivált a Dalboseci század. Határőr lakossága 1849-ben részt vett Temesvár védelmében. 1850-től hetivásárt és évi négy nagyvásárt tartott. Utóbbiakon a távoli nagykereskedők főként cujkát, azonkívül szarvasmarhát, disznót és gyümölcsöt vásároltak a helyiektől. Bozovics piaca látta el élelmiszerrel az aninai bányászokat és kohászokat. 1873-ban feloszlatták a Határőrvidéket, Bozovicsot pedig Szörény vármegyéhez csatolták. Határából 6483 kataszteri hold erdőt és 193 hold legelőt lett a karánsebesi határőr-vagyonközösségé. Az 1870-es években már gyógyszertár, boltok, fogadó működött benne. 1878-ban megalakult a román kaszinó (olvasókör). 1881-től Krassó-Szörény vármegye egyik járásának központja volt. Az 1896-os millenniumi ünnepségek keretében a helyi megemlékezés helyét, a Kálvária-hegyet a kitűzött nap előtti éjszaka – a magyar hatóságok szerint a helyi román értelmiség kezdeményezésére – román zászlókkal lobogózták fel, és az ünnepre a helyi legények és leányok román nemzetiszínű pántlikákban jelentek meg. 1897-ben főként magyar részvényesekkel megalakult az Első Almási Takarékpénztár, a helyi román értelmiség pedig megszervezte a Nera takarékpénztárat. 1904-ben üzembe helyezték a község villamos üzemét. Ugyanekkor Slătinic határrészben aranybánya nyílt. 1908-ban Lighidién magánvállalkozók nyitottak barnakőszén- és lignitbányát a községgel közösen, amelyet 1910-ben a magyar állam vett át. Ugyanekkor az állam egy másik aranybányát is nyitott Cracu Moriiban és egy barnakőszénbányát Lunca lui Ivanban. Constantin Burdea kormánypárti képviselő ekkoriban ötven cseh bányászcsaládot telepített a Mușcala nevű helyre, és a telepet Burdeafalvának nevezte el. A nagyobbik, lighidiei kőszénbányában általában kétszáznál kevesebb, de telente néha ötszáz bányász is dolgozott. 1910 és 1912 között már folyamatosan mozielőadásokat tartottak a településen. 1911-ben az oravicabányai Aranykör fiókjaként magyarosító programmal létrehozták a Bozovicsi Polgári Kört. Az első világháború idején épített benne pálinkafőzdét Constantin Burdea, aki szabadalomként korábban megkapta a magyar kormánytól a pálinka- és cujkafőzés jogát az Almás vidékén. Az antant csapatok Fehértemplom felőli közeledtének hírére a helyi lakosság 1918. november 2-án megtámadta a csendőrőrsöt, lefegyverezték a csendőröket, kiszabadították a laktanya foglyait, elkergették Constantin Burdeát, kifosztották a boltokat, lerombolták Burdea házát és a bányaigazgatóság épületét és elvágták a telefonvonalat. Másnap megalakult a helyi Román Nemzeti Tanács a pap és a községi jegyző vezetésével és kihirdették a szükségállapotot. Ritkaság, hogy oroszországi hadifogságból visszatért helyiekből szocialista csoport is alakult, sőt annak vezetőjét, Mihai Andreit előbb községi bíróvá, majd 1921-ben parlamenti képviselővé is megválasztották. A szerb hadsereg 1918. december 10-én, a románok 1919. április 1-én vonultak be.

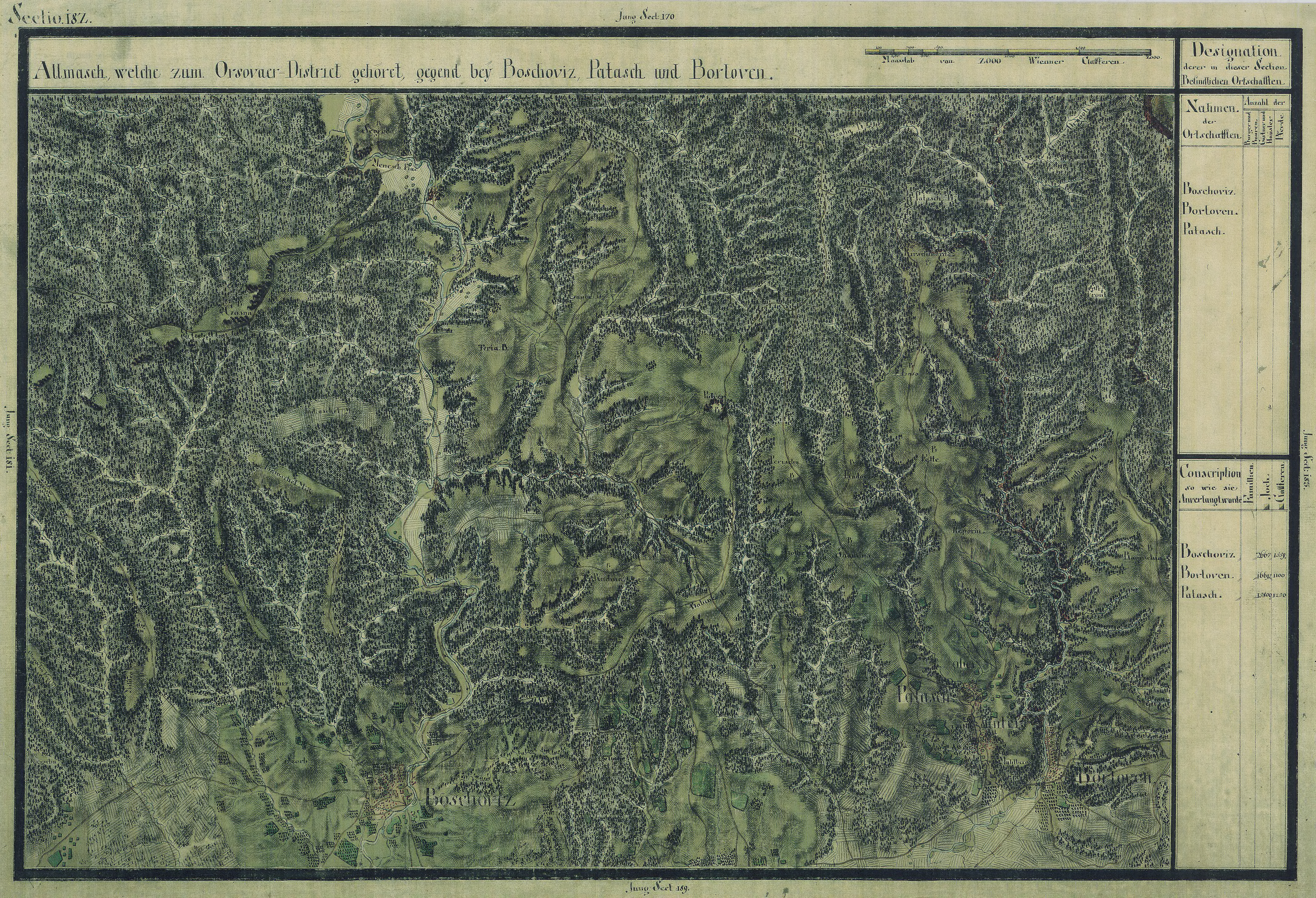
Bozovics környékének térképe 1769–72 között

Az 1916-ban bezárt bányák közül a slătinici aranybánya és a lighidiei kőszénbánya újrakezdte a termelést. Az aranybánya kisebb volumennel még 1955-ig működött. Barnakőszénbányászat 1987 és 1997 között zajlott újra a településen, de külszíni fejtést ma is folytatnak. 1925-ben az akkor létrehozott Krassó megye egyik járásának székhelyévé tették. A bozovicsiak a nagy gazdasági világválság hatására kezdtek el fokozottabban tejtermeléssel foglalkozni. Ekkor zajlott le a fajtaváltás is, a korábbi húsmarhákat szimentáliakkal cserélték föl. Frenda Árpád német tőkével modernizálta üzemét, és 1939-ben sajtgyárat nyitott. Ez 1942-ben már húsz állandó munkást és negyven napszámost foglalkoztatott, többféle kemény, félkemény és lágy sajtot készített és napi hat-hétezer liter tejet dolgozott fel. 1938-ban kórházat adtak át Bozovicson, húsz ággyal. 1943 őszétől – névlegesen a helyi német kisebbség kérésére – kisebb német fegyveres alakulat állomásozott a faluban. Őket felkészületlenül érte Románia 1944. augusztus 23-i átállásának a híre, és amikor 26-án egy román egység már másodszor szólította fel őket megadásra, megpróbálták teljes felszerelésüket kicsempészni a faluból. Mikor a csendőrség félbeszakította kivonulásukat, tüzet nyitottak. Az összecsapásban végül több német katona meghalt, az életben maradtak pedig megadták magukat. Szeptember 17-én egy Oravicabányáról érkező német motorizált zászlóalj foglalta el a falut. Kiürítették a lakosságot, akik a hegyi szállásokon kerestek menedéket, géppuskaállásokat létesítettek az ortodox templom tornyában, a Kálvária-hegyen és a környező dombokon. Szeptember 26. és 30. között itt került sor a második világháború legvéresebb bánáti ütközetére. A szovjetekkel megerősített román alakulatok ötnapos tűz- és utcai harcban végül felmorzsolták a német védők ellenállását. A németek nyolc ágyút és 45 harckocsit veszítettek, a német áldozatok száma ismeretlen, a helyi temetőben elhantolt román katonáké 19. A harcokban leégett a 18. századi kaszárnya a határőrség irataival, a községháza, a községi hivatalok és a sajtgyár.
A bozovicsiak 1945-ben 1828 juhot és 685 szarvasmarhát tartottak. A kommunizmus idején, 1967-ig rajoni székhely volt. 1973 és 2000 között ismét működött tejgyár a településen.

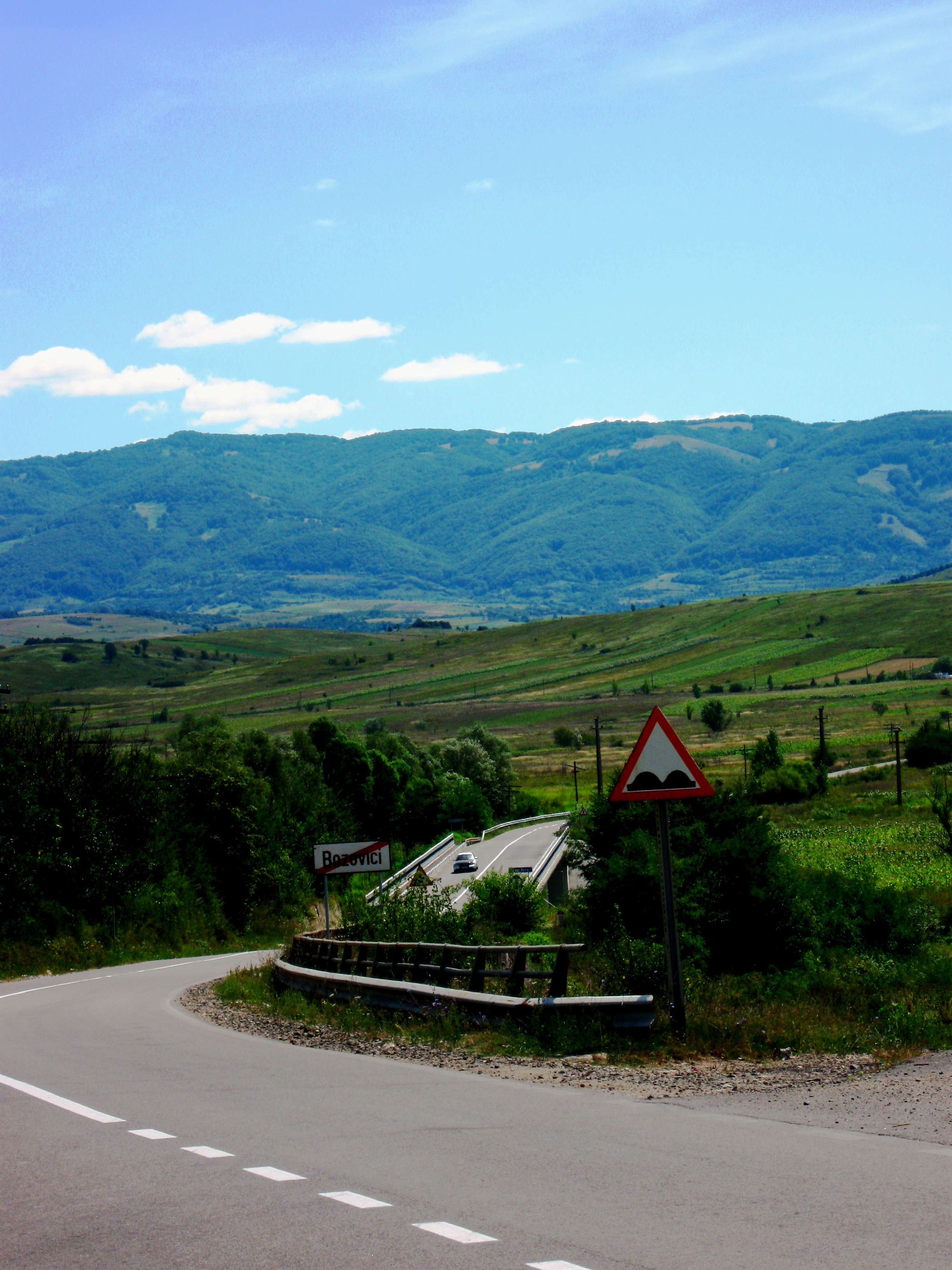

## Látnivalók
- A Bigéri (Bigăr) Természetvédelmi Terület a Néra-szurdok – Beusnica Nemzeti Parkhoz tartozik. A 177 hektáros területet egy patak vájta mészkőszurdok és karsztvidéke alkotja. Cerbu- (Golumbu-) tó, pisztrángtelep.
- A Bigéri-vízesés, melyet 2021-es összeomlása előtt a világ egyik legszebbjeként tartottak számon.[5]
- A barokk ortodox templom 1799 és 1803 között épült. 1847-ben villámcsapás következtében leégett. 1853-ra állították helyre, 1857-re belsejét újrafestették.
- A római katolikus templom 1827-ben épült.
- A Kálvária-hegyen (Crâst) (340 m) hármas kereszt, amelyeket a katolikusok állítottak. A fiatalság nagyszombat éjfélkor tűzgyújtással ünnepelte rajta a feltámadást.
- Négy vízimalma 1890 és 1897 között épült.
- Eftimie Murgu szobra.
- Ponyászkatelepet (románul: Poneasca, németül: Schönthal, csehül: Krásné údolí) az 1820-as években telepítették csehekkel és csehországi németekkel. Az eredetileg nyolcvan család, 281 személy, pár év alatt elköltözött. A maradék 120 cseh 1837-ben Abliánba települt.[6] 1836-ban a temesvári Johann Bibel vásárolta meg a kincstártól. Előbb fűrésztelepet, majd üdülőtelepet létesített. 1876 és 1891 között itt töltötte a nyarakat Ormós Zsigmond. A második világháború után mint nyaralóhely leépült. Fölötte a Ponyászka-víztározó, vízerőművel.

## Oktatás
Az Eftimie Murgu Elméleti Líceum elődje 1957-ben alakult. 1978-ban mezőgazdasági profilúvá alakították át. Mai nevét 2000 óta viseli.